# Suckleya
Suckleya é um género botânico com duas espécies pertencentes à família Amaranthaceae.